# Гаврил Моравенов
Гаврил Атанасов Моравенов от видния копривщенски род Моравенови е собственик на втората по големина търговска кантора в Цариград (след тази на Тъпчилещови) през възрождението, обществен деец, епитроп (грижещ се паричните средства) на българската църква в квартал Фенер, сенатор, завършил Атинския университет. Умира в София, погребан е в гробищата до вайсовата воденица (в близост до пресечката на днешния бул. „Христо Ботев“ с бул. „Сливница“). Роднина с майката на Константин Стоилов.